# Velopoula

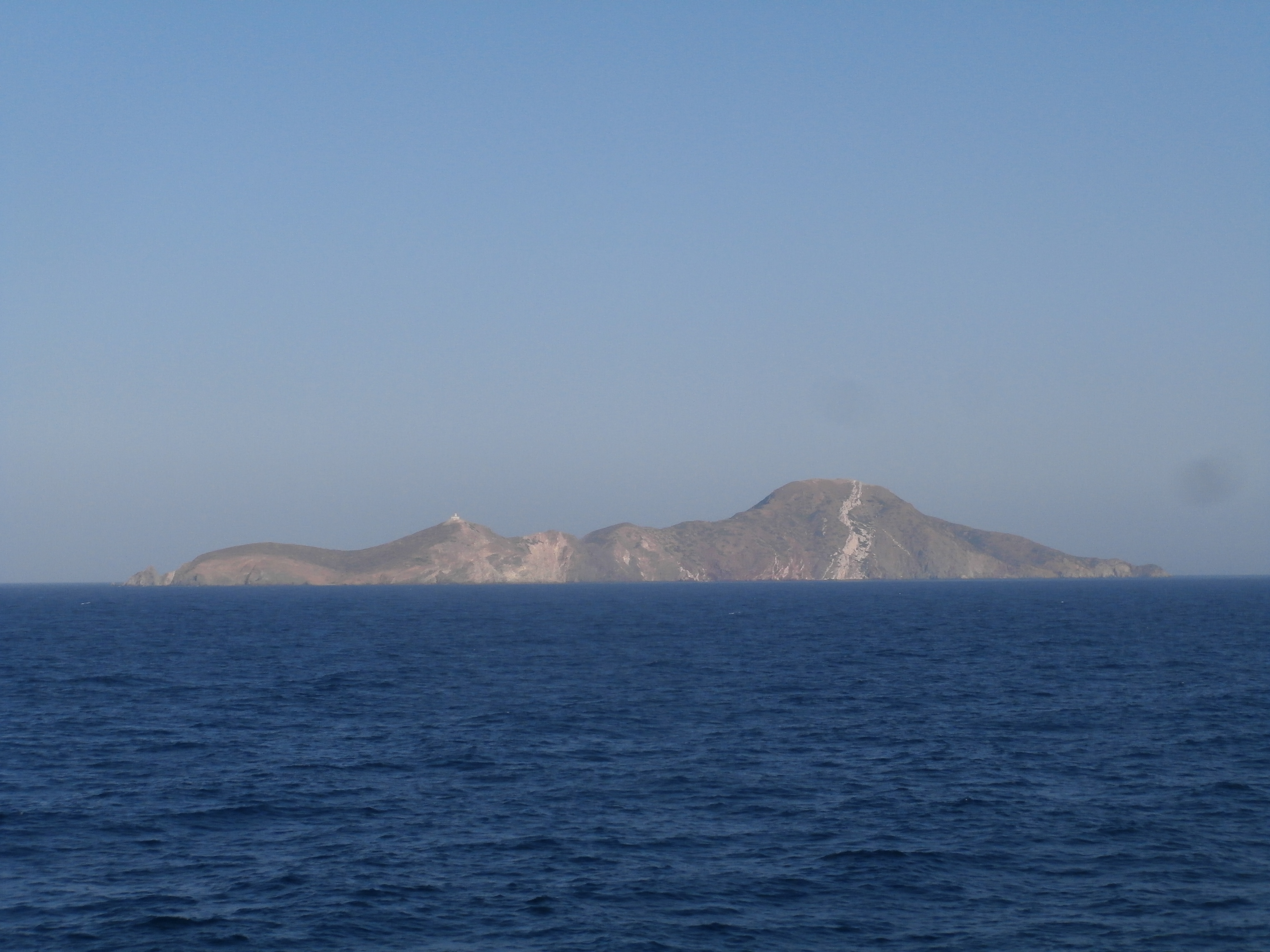
Velopoula (2013)

Velopoula (griechisch Βελοπούλα (f. sg.), früher auch Parapola Παραπόλα) ist eine unbewohnte griechische Insel im Myrtoischen Meer. Administrativ gehört die 1,86 km² große Insel zur Gemeinde Spetses im attischen Regionalbezirk Inseln.

## Lage
Velopoula liegt im Myrtoischen Meer. Die nächstgelegenen Inseln sind Falkonera 38 km südöstlich und Spetses 44 km nördlich. Die Entfernung zur  Peloponnes im Westen beträgt etwa 36 km.

## Geschichte
Velopula lag in der Bronzezeit auf der südlichen Handelsroute vom Argolischen Golf zu den Kykladen. Eine Siedlung und Kupferverarbeitung stammen aus der Phase II (ca. 2300 v. Chr.) des Frühhelladikums. Vermutlich stammte das Kupfer von der Insel Falkonera.
1884 wurde auf der Insel ein zehn Meter hoher Leuchtturm errichtet.

## Natur
Die Insel ist vulkanischen Ursprungs. Die Landschaft wird neben einer Hartlaubvegetation auch von Phrygana mit Ginster und Thymian sowie der dominanten Dornigen Bibernelle (Sarcopoterium spinosum) bestimmt.

### Fauna
Außer Ägäischen Nacktfingern (Mesoodactylus kotschyi) lebt auf Velopoula eine Unterart der Milos-Mauereidechse (Podarcis milensis gerakuniae).

### Naturschutz
Zusammen mit anderen unbewohnten Felseninseln bildet Velopoula in der südlichen Ägäis das Natura 2000 Gebiet GR 4210011 Vrachonisia Egeou: Velopoula, Falkonera, Ananes, Christiana, Pachia, Fteno, Makra, Astakidonisia, Syrna Gyro Nisia (Βραχονήσια Νοτίου Αιγαίου: Βελοπούλα, Φαλκονέρα, Ανάνες, Χριστιανά, Παχειά, Φτενό, Μακρά, Αστακιδονήσια, Σύρνα-Γύρω νησιά).